# Trentepohlia tenuicercus
Trentepohlia tenuicercus là một loài ruồi trong họ Limoniidae. Chúng phân bố ở miền Australasia.